# Tout Alizée
Tout Alizée (svenska: Allting Alizée) är ett samlingsalbum av den franska sångerskan Alizée, släppt den 10 december 2007 endast i Mexiko. Albumet släpptes som CD + DVD bara en vecka efter att hennes tredje studioalbum Psychédélices hade släppts. CD-skivan innehåller fem låtar från hennes första studioalbum Gourmandises och sex låtar från hennes andra studioalbum Mes courants électriques. Den innehåller även fyra remixer av tre av hennes singlar. DVD-skivan innehåller bland annat musikvideor till fem av hennes franska singlar, samt musikvideor till hennes enda två engelska singlar.

## Låtlista

### CD
| Nr  | Titel                                          | Album                    | Längd |
| --- | ---------------------------------------------- | ------------------------ | ----- |
| 1.  | Moi... Lolita                                  | Gourmandises             | 4:27  |
| 2.  | Gourmandises                                   | Gourmandises             | 4:15  |
| 3.  | L'Alizé                                        | Gourmandises             | 4:18  |
| 4.  | J.B.G.                                         | Gourmandises             | 4:00  |
| 5.  | Parler tout bas                                | Gourmandises             | 4:42  |
| 6.  | J'en ai marre!                                 | Mes courants électriques | 5:12  |
| 7.  | À contre-courant                               | Mes courants électriques | 4:32  |
| 8.  | Hey! Amigo!                                    | Mes courants électriques | 3:54  |
| 9.  | Youpidou                                       | Mes courants électriques | 4:09  |
| 10. | Amélie m'a dit                                 | Mes courants électriques | 3:51  |
| 11. | J'ai pas vingt ans                             | Mes courants électriques | 4:23  |
| 12. | Moi... Lolita (Lola Extended Remix)            |                          |       |
| 13. | Moi... Lolita (Hello Helli T'es A Dance Remix) |                          |       |
| 14. | I'm Fed Up! (Bubbly Club Remix)                |                          |       |
| 15. | J'en ai marre! (Soft Skin Club Mix)            |                          |       |

### DVD
1. Gourmandises
2. Moi... Lolita
3. Parler tout bas
4. J'ai pas vingt ans
5. I'm Not Twenty
6. J'en ai marre!
7. I'm Fed Up!
8. Dokumentär: Tubes D'un Jour

## Listplaceringar
| Lista (2007-2008) | Topplacering |
| ----------------- | ------------ |
| Mexiko            | 22           |